# ŠK Slovan Bratislava
ŠK Slovan Bratislava je slovaški nogometni klub iz Bratislave. Ustanovljen je bil 3. maja 1919 in aktualno igra v 1. slovaški nogometni ligi.
Za čas Češkoslovaške je imel klub 8 naslovov državnega prvaka, 10 naslovov državnega podprvaka in 5 naslovov prvaka državnega pokala. Po osamosvojitvi Slovaške pa je klub do danes dosegel 13 naslovov državnega prvaka, 5 naslovov državnega podprvaka, 15 naslovov prvaka državnega pokala, 5 naslovov podprvaka državnega pokala ter 4 naslove prvaka državnega superpokala. V evropskih tekmovanjih pa sta vidnejša rezultata Slovana naslov prvaka Pokala pokalnih prvakov v sezoni 1968/69 in naslov podprvaka pokala Mitropa leta 1964.
Domači stadion Slovana je Tehelné pole, ki sprejme 22.500 gledalcev. Barvi dresov sta bela in modra. Nadimki nogometašev so Belasí ("Nebesno modri"), Jastrabi z Tehelného poľa ("Jastrebi s Tehelnega pola") in Králi Bratislavy ("Kralji Bratislave").
Za Slovan je igral tudi slovenski reprezentant Andraž Šporar, kateri je do danes tudi najdražji igralec ob prestopu v portugalski Sporting.